# Herrenhaus Nussermühle

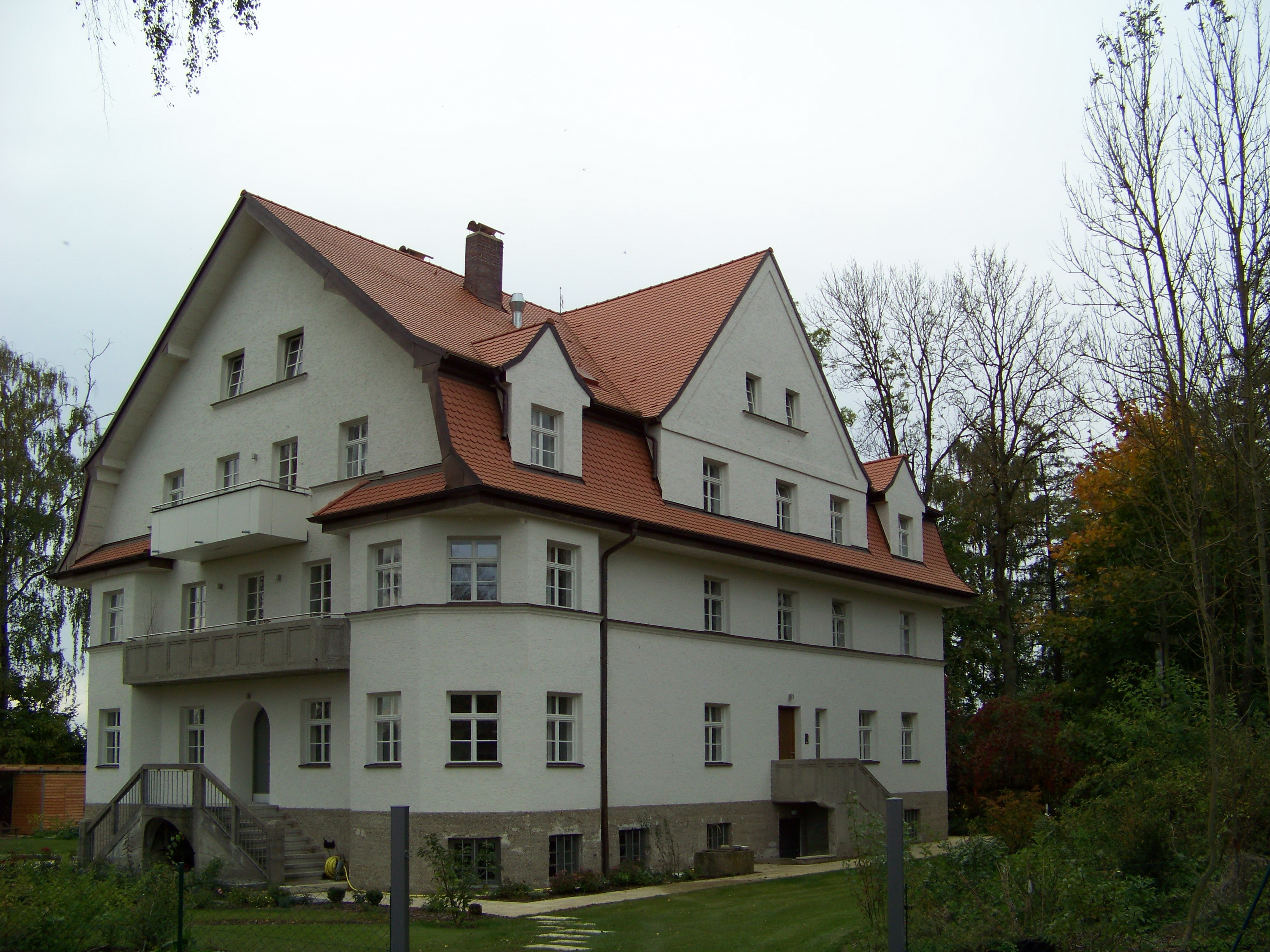
Herrenhaus Nussermühle in Kraburg

Das Herrenhaus Nussermühle in Kraburg, einem Stadtteil von Geiselhöring im niederbayerischen Landkreis Straubing-Bogen, wurde um 1922 errichtet. Das Herrenhaus in der Auenlandschaft der Kleinen Laber ist ein geschütztes Baudenkmal.
Der zweigeschossige Mansarddachbau mit Zwerchhaus, Eckerkern und Fassadengliederung ist vom Heimatstil inspiriert. Das große Gebäude war in Wohn-, Kontor- und Dienstbotenbereich unterteilt.
Marie-Luise und Johann Nusser erhielten im Jahr 2011 die Denkmalschutzmedaille des Freistaates Bayern für die vorbildliche Renovierung des Baudenkmals.